# Svenja Pages
Svenja Pages (Rheydt, 3 agosto 1966) è un'attrice tedesca.

## Filmografia
- Vorfall am Fluß (1987)
- Il medico di campagna (1989)
- Killer kennen keine Furcht (1989)
- Jede Menge Schmidt (1989)
- Drunter und drüber (1989)
- Diese Drombuschs (otto episodi, 1987-1990)
- La nave dei sogni (un episodio, 1990)
- Einer für alle (1991)
- Softwar (1992)
- Der Fotograf oder Das Auge Gottes (1992)
- Großstadtrevier (un episodio, 1992)
- Böses Blut (1993)
- Anwalt Abel (un episodio, 1993)
- Wie Pech und Schwefel (1993)
- Immer wieder Sonntag (undici episodi, 1993-1994)
- Elbflorenz (tre episodi, 1994)
- Freunde fürs Leben (un episodio, 1994)
- Weißblaue Wintergeschichten (un episodio, 1994)
- L'ispettore Derrick (sei episodi, 1989-1995)
- Hallo, Onkel Doc! (1994-1995)
- Doppelter Einsatz (un episodio, 1996)
- Lady Cop (un episodio, 1996)
- Un caso per due (tre episodi, 1988-1996)
- Faber l'investigatore (un episodio, 1997)
- Benny allein gegen alle (1997)
- Fieber - Ärzte für das Leben (1998)
- Die Männer vom K3 (1998)
- Il commissario Kress (tre episodi, 1991-1999)
- Tatort (un episodio, 1999)
- Die Cleveren (un episodio, 2000)
- Siska (due episodi, 1999-2000)
- Geisterbahn (voce, 2000)
- Ein unmöglicher Mann (2001)
- Drei mit Herz (dodici episodi, 2002)
- Flamenco der Liebe (2002)
- Alphateam - Die Lebensretter im OP (2003)
- Utta Danella (2003)
- Nikola (un episodio, (2004)
- Im Namen des Gesetzes (un episodio, 2005)
- Rosamunde Pilcher (un episodio, 2005)
- Typisch Sophie (un episodio, 2006)
- In aller Freundschaft (un episodio, 2006)
- Kommissar Stolberg (un episodio, 2006)
- Squadra Speciale Colonia (un episodio, 2007)
- Finalmente arriva Kalle (un episodio, 2007)
- Inga Lindström (un episodio, 2008)
- Sibel & Max (un episodio, 2016)